# Зарнуше
Зарнуше (перс. زرنوشه) — село в Ірані, у дегестані Ґаракан, у Центральному бахші, шахрестані Аштіан остану Марказі. За даними перепису 2006 року, його населення становило 687 осіб, що проживали у складі 163 сімей.

## Клімат
Середня річна температура становить 12,32 °C, середня максимальна – 31,72 °C, а середня мінімальна – -9,96 °C. Середня річна кількість опадів – 247 мм.
| Клімат поселення                              | Клімат поселення | Клімат поселення | Клімат поселення | Клімат поселення | Клімат поселення | Клімат поселення | Клімат поселення | Клімат поселення | Клімат поселення | Клімат поселення | Клімат поселення | Клімат поселення | Клімат поселення |
| Показник                                      | Січ.             | Лют.             | Бер.             | Квіт.            | Трав.            | Черв.            | Лип.             | Серп.            | Вер.             | Жовт.            | Лист.            | Груд.            |                  |
| Середній максимум, °C                         | 7,89             | 9,77             | 14,68            | 19,88            | 24,09            | 30,99            | 31,72            | 30,32            | 26,43            | 20,78            | 14,22            | 8,48             |                  |
| Середня температура, °C                       | −1,04            | 0,84             | 5,74             | 10,97            | 15,16            | 22,07            | 25,41            | 24,00            | 20,12            | 14,46            | 7,90             | 2,15             |                  |
| Середній мінімум, °C                          | −9,96            | −8,08            | −3,18            | 2,03             | 6,24             | 13,14            | 19,10            | 17,67            | 13,82            | 8,15             | 1,59             | −4,15            |                  |
| Норма опадів, мм                              | 35               | 35               | 45               | 33               | 28               | 4                | 1                | 1                | 0                | 10               | 22               | 33               |                  |
| Середньомісячна швидкість вітру, м/с          | 1.82             | 1.91             | 2.75             | 2.83             | 2.53             | 2.41             | 2.51             | 2.30             | 2.22             | 2.13             | 1.90             | 1.30             |                  |
| Середньомісячна сонячна радіація, кДж/м²·день | 9116             | 12338            | 14901            | 18349            | 22372            | 26828            | 26045            | 24051            | 20881            | 15463            | 11015            | 8974             |                  |
| --------------------------------------------- | ---------------- | ---------------- | ---------------- | ---------------- | ---------------- | ---------------- | ---------------- | ---------------- | ---------------- | ---------------- | ---------------- | ---------------- | ---------------- |
| Джерело:                                      |                  |                  |                  |                  |                  |                  |                  |                  |                  |                  |                  |                  |                  |